# Редукция на неударените гласни в българския език
Редукция (потъмняване) на неударените гласни в българския език е вокална редукция в българския език, при която неударените широки гласни (а, о, е) се изговарят стеснено, като се приближават до съответните тесни гласни (ъ, у, и). Правоговорните правила не допускат пълна редукция. Редукция на е и и в книжовния език практически не се среща.
Редукцията е най-силно изразена в източните говори, където тя е пълна. В западните говори редукцията е по-слаба и засяга само гласните а и о. В това отношение българският книжовен език се води по западните говори.
Разширяването на тесните гласни (процес, който може да бъде наречен „обратна редукция“) е по-слабо изразено от стесняването на широките гласни.
Степента на редукцията зависи от няколко фактора. В сричка непосредствено преди ударена сричка редукцията е най-слаба, а в по-предни позиции, както и след ударена сричка се наблюдава по-силна редукция. Редукцията зависи и от съседните съгласни: след меки и шушкави съгласни неударените гласни се изговарят по-стеснено. Когато се намира до устнена или заднонебна съгласна, неудареният звук о се редуцира по-силно (напр. война [война̀] се изговаря почти като [вуйна̀]). В книжовния език не се допуска силна редукция на о, каквато се среща в разговорната реч.
Условното писане на а вместо ъ и на я вместо йъ при членуване на съществителните имена и в окончанията на глаголи в сегашно време не е свързано с редукцията на неударени гласни.
В международната фонетична азбука:
- знакът ɐ означава редуцирано а – звука, който се намира между чистите а и ъ;
- знакът o означава редуцирано о – звука, който се намира между чистите о и у;
за чисто (нередуцирано) о се използва знакът ɔ.[3]

## История
Предполага се, че възникването на редукцията е следствие от замяната на праславянското тоново (музикално) ударение с българското динамично (силово) ударение. По архаичните местни имена от българославянски произход в Южна и Средна Гърция може да се съди, че явлението е съществувало в някои български диалекти още през VI – IX век.
В българските писмени паметници от XIII век редукцията на гласната а се изразява чрез замяната на буквата а с ѫ или с ь[ъ].